# Natural Fawn Killers
Natural Fawn Killers (zkráceně NFK) je počítačová hra vydaná společnosti The Gameplay Company v roce 1999. Cílem každého levelu hry je zabít dostatečné množství lovné zvěře (zajíců, srnek, medvědů) před vypršením časového limitu. V sedmém levelu musíte rozmnožit zajíce, aby bylo dostatek kořisti. V posledním, jedenáctém levelu hry nazvaném „The Last World“ je kořistí tyrannosaurus.

## Seznam levelů
1. Corpses in the Copses
2. Reservoir Fawns
3. Wabbit Season
4. Bear Necessities
5. Winter Onedeerland
6. Midnight in the Garden of Bear and Bunny
7. Breeding Hell
8. Heartblood Ridge
9. Bubba's Backwood
10. Spring's a Coming
11. The Last World